# Thyella (1907)
Thyella (grekiska: Α/Τ Θύελλα, "Storm") var en grekisk jagare av Thyella-klass som tjänstgjorde i grekiska flottan mellan 1907 och 1941. Hon var det första fartyget med det namnet i den grekiska flottan.
Fartyget, tillsammans med hennes tre systerfartyg, beställdes från Storbritannien år 1905 och byggdes vid skeppsvarvet Yarrow i Cubitt Town, London.
Under första världskriget gick Grekland sent in i kriget på trippelententens sida och på grund av Greklands neutralitet beslagtogs de fyra fartygen i Thyella-klassen av de allierade i oktober 1916. De togs över av fransmännen i november  och tjänstgjorde i franska flottan 1917-18. År 1918 var de tillbaka på eskorttjänst under grekisk flagg, främst i Egeiska havet. Nafkratousa deltog i grek-turkiska kriget (1919–1922).
Under andra världskriget sänktes Thyella i strid under den tyska invasionen den 21 april 1941 utanför Vouliagmeni nära Aten. 